# Xã Charlestown, Quận Chester, Pennsylvania
Xã Charlestown (tiếng Anh: Charlestown Township) là một xã thuộc quận Chester, tiểu bang Pennsylvania, Hoa Kỳ. Năm 2010, dân số của xã này là 5.671 người.